# Dieta de Roncaglia
Dieta de Roncaglia es la denominación de varias reuniones de la Dieta Imperial (Reichtag, Dieta imperii o Comitium imperiale) que tuvieron lugar en la localidad italiana de Roncaglia, convocadas por varios emperadores del Sacro Imperio Romano Germánico desde mediados del siglo XI hasta mediados del siglo XII (Enrique III en 1055, Enrique V, Lotario II en 1132 y 1136); aunque especialmente se utiliza para designar a las dos convocadas por Federico I Barbarroja en 1154 y 1158 (las conocidas historiográficamente como Primera Dieta de Roncaglia y Segunda Dieta de Roncaglia).

## Antecedentes

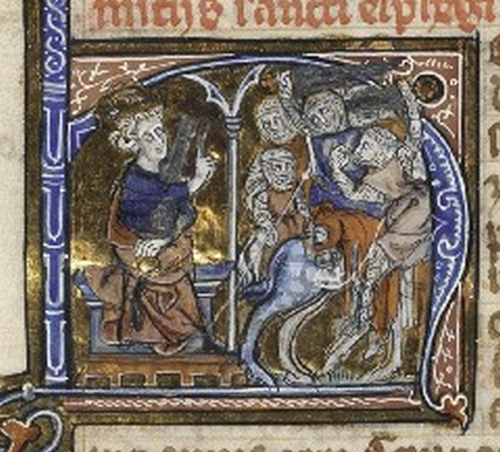
Enrique II y su ejército en una miniatura medieval.

Por su magnífica situación geográfica en una llanura al este de la ciudad de Piacenza, en la confluencia de los ríos Po y Lambro, la localidad emiliana de Roncaglia fue durante los siglos XI y XII el sitio predilecto de los emperadores y las comunas italianas para celebrar allí la Dieta Imperial. 
Durante el Alto Medievo era en Pavía, como capital del reino de Italia, donde tenían lugar actos o reuniones de esta índole. Con el paso del tiempo, al perder esta ciudad su condición capitalina en la práctica, y convertirse en una verdadera expedición militar la llegada del Emperador a Italia, se eligió Roncaglia como lugar idóneo para reunirse el Emperador con los representantes de las ciudades italianas, y resolver los asuntos que afectaban a ambas partes. Roncaglia reunía las condiciones apropiadas de comunicaciones, fácil acceso y espacio para acampar el ejército imperial.
La primera reunión política de alto nivel que se registra como celebrada en Roncaglia tuvo lugar en 1016, cuando el emperador Enrique II convocó a los magnates del reino para celebrar un Colloquium. Anteriormente, en 1002, Arnolfo, arzobispo de Milán, ya había celebrado allí una asamblea de carácter local. En 1021 convocó otra similar el también arzobispo de Milán Ariberto, con beneplácito del Emperador. Parece ser que poco a poco se institucionalizó la costumbre de reunirse en Roncaglia, ya que el emperador Enrique III el Negro convocó una reunión allí en 1047 y otra en 1055, siendo esta última la considerada por la historiografía como la primera verdaderamente imperial. A esa siguieron dos asambleas presididas por representantes imperiales en 1068 y 1075. La costumbre había arraigado tanto que ya desde Enrique V fueron bastante frecuentes dichas reuniones. Bajo Lotario II se celebraron dos, una en 1132, que trató sobre statu ecclesiae atque imperü, y otra en 1136, que legisló sobre materia feudal, puntualizando sobre los casos válidos de enajenación de feudos.

## Las Dietas de Federico Barbarroja

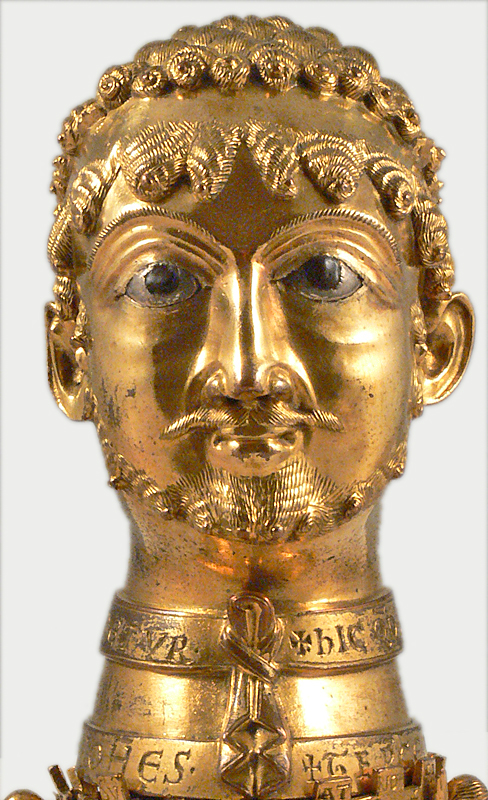
Busto de Federico I Barbarroja (ca. 1160).

Las Dietas de Roncaglia alcanzaron su máxima importancia durante el reinado de Federico I Barbarroja, por darse entrada en sus deliberaciones, no sólo a los señores feudales y eclesiásticos, como hasta entonces, sino también a los representantes de las comunas lombardas y emilianas (la denominada Primera Dieta de Roncaglia, que tuvo lugar del 30 de noviembre al 5 de diciembre de 1154).
La Dieta más célebre y solemne de todas, que ocupa un lugar destacado en la historia del Sacro Imperio, fue la denominada Segunda Dieta de Roncaglia, convocada también por Federico I Barbarroja en noviembre de 1158. Los grandes señores alemanes acompañaron al Emperador, acampado en la orilla izquierda del Po; mientras que en la orilla derecha estaban los grandes señores italianos junto con los cónsules y representantes comunales. Por deseo del Emperador, asistieron Búlgaro, Martino, Iacopo y Hugo, célebres doctores en leyes por Bolonia, que expusieron las teorías del renacido Derecho romano. Basándose en ellas, el Emperador, después de jurar la paz, reclamó una serie de atribuciones y derechos públicos hasta entonces en poder de los señores.
Los cuatro juristas boloñeses, junto con 28 jueces representantes de 14 ciudades, establecieron los derechos del Emperador en una sentencia (Weistum) seguida de un decreto imperial (Constitutio de regalibus), que suponía un duro golpe al feudalismo y a los grandes señores, ya que se equiparaban los comunes a los feudatarios, estableciéndose la presencia de un juez imperial en cada ciudad para recoger los tributos y administrar justicia. Fueron dictadas cuatro leyes: Lex Regalia, Lex Omnis iurisdicio, Lex Palaci et Pretoria y Lex Tributum.
Teóricamente, la Dieta de 1158 significaba un rotundo triunfo del Imperio, que se basaba en el Derecho romano, frente al particularismo germánico. En la práctica, pronto las ciudades lombardo-emilianas se sublevaron de nuevo limitando muy considerablemente los derechos del Emperador.
Poco tiempo después, en 1159, Federico I convocaba en Roncaglia una nueva Dieta, en un intento desesperado de evitar la guerra con las comunas italianas. Esta fue en realidad la última Dieta imperial de Roncaglia, ya que excepto Enrique VI, en 1194, ningún Emperador volvió a pasar por dicha localidad.